# 一柳末栄
一柳 末栄（ひとつやなぎ すえなが）は、江戸時代中期の大名。播磨国小野藩5代藩主。

## 生涯
享保10年（1725年）、一柳末昆の長男として播磨小野にて誕生。『寛政譜』によれば側室の所生である。
元文2年（1737年）10月18日、父の死去にともない13歳で跡を継ぐ。寛保元年（1741年）4月1日、8代将軍徳川吉宗にお目見えする。寛保3年（1743年）12月21日、従五位下土佐守に叙任する。寛延元年（1748年）4月15日、初入国の許可を得る。明和2年（1765年）、駿府加番を務める。
藩主としては有能で、破綻しかけていた藩財政再建のために倹約や経費節減などを行なって藩財政を再建した。
安永8年（1779年）9月16日、病気を理由に長男・末英に家督を譲って隠居した。同年11月18日に通称を対馬守に改め、寛政5年（1793年）8月26日には左京亮に改めた。
寛政11年（1799年）5月10日に75歳で死去した。墓所は東京都渋谷区広尾の祥雲寺。

## 備考
- 一代記として『家政録』を著しており、藩政や藩主の姿を知る貴重な資料とされる[5]。

## 系譜
正室は稲葉董通（臼杵藩主）の娘であったが死別。真田信弘（松代藩主）の娘を継室とした。

### 子
『寛政重修諸家譜』は、子（4男4女）を以下の順序で掲載する。
- 女子：母は稲葉氏。織田信浮（高畠藩主）正室となるが離婚、のち秋田季済正室。
- 一柳末英：母は真田氏。家督を継ぐ。
- 座光寺為礥 - 座光寺為忠の養子。
- 女子：山口弘道（牛久藩主）正室。
- 女子：吉川経倫（岩国領主）正室。
- 石尾氏紹 - 石尾氏封の養子。
- 女子： 松平康盛（康元系久松松平家、旗本）正室となるが離婚、のち一柳頼欽（小松藩主）継室
- 一柳栄武